# Plocamioninae
Plocamioninae is een onderfamilie van sponsdieren uit de klasse van de Demospongiae (gewone sponzen). 

## Geslachten
- Janulum de Laubenfels, 1936
- Lithoplocamia Dendy, 1922
- Plocamione Topsent, 1927